# Bataille de Rheinfelden (1638)
Guerre de Trente Ans
Batailles
Les batailles de Rheinfelden et lieu les 28 février et 2 mars 1638 entre les troupes supplétives de la France, menées par Bernard de Saxe-Weimar, et celles de la Bavière, menées par Jean de Werth.
La France avait accepté de payer l'entretien des troupes de Bernard, mais les échéances n'étant pas régulièrement honorées à l'hiver 1637-1638, ce dernier n'avait plus que 4 000 hommes.
Bernard fut surpris en traversant le Rhin mais put se dégager en perdant deux de ses commandants, Johann Philipp von Salm-Kyrburg-Mörchingen et Henri II de Rohan, qui furent blessés mortellement. Trois jours plus tard, Bernard retraversa le fleuve, tomba sur l'arrière-garde et fit 3 000 prisonniers changeant de camp.